# Umírá se jen dvakrát
Umírá se jen dvakrát (v originále On ne meurt que deux fois) je francouzský hraný film z roku 1985, který režíroval Jacques Deraye podle románu Robina Cooka. Snímek měl světovou premiéru na Mezinárodním filmovém festivalu v Montréalu dne 27. srpna 1985.

## Děj
Inspektor Robert Staniland vyšetřuje vraždu Charlyho Berlinera, nalezeného mrtvého na prázdném pozemku. Zjistí, že oběť měla násilný a vášnivý vztah s jistou Barbarou.

## Obsazení
| Michel Serrault        | inspektor Robert Staniland |
| Charlotte Rampling     | Barbara Spark              |
| Xavier Deluc           | Marc Spark                 |
| Gérard Darmon          | Jean-Loup Soeren           |
| Élisabeth Depardieu    | Margaux Berliner           |
| Jean-Pierre Bacri      | barman                     |
| Jean-Pierre Darroussin | Moulard                    |
| Jean-Paul Roussillon   | Léonce                     |
| Jean Leuvrais          | komisař Bauman             |
| Luc Florian            | brigadýr                   |
| Albert Delpy           | soudní lékař               |
| Maurice Barrier        | Arthur Chalon              |
| Julie Jézéquel         | Sophie                     |
| Riton Liebman          | Éric Berliner              |
| Philippe Héliès        | agent                      |
| Vincent Solignac       | Roger le Quintal           |

## Ocenění
- César: nominace v kategorii nejlepší kamera (Jean Penzer)